# کونروی (آیووا)
کونروی (به انگلیسی: Conroy) یک محدوده ثبت‌نشده در شهرستان آیووا ایالت آیووا کشور ایالات متحده آمریکا است که جمعیت آن در سرشماری سال ۲۰۱۰ میلادی، ۲۵۹ نفر بوده‌است.